# Associazione Calcio Mantova 1949-1950
Questa voce raccoglie le informazioni riguardanti l'Associazione Calcio Mantova nelle competizioni ufficiali della stagione 1949-1950.

## Stagione
Nella stagione 1949-1950 il Mantova con 43 punti si è piazzato in nona posizione di classifica. I
rima dell'inizio della stagione viene intitolato al mantovano di Castellucchio Danilo Martelli lo stadio cittadino: Danilo era un centrocampista del "grande Torino", uno dei caduti nella Tragedia di Superga.
In casa biancoceleste doveva essere la stagione del centravanti Rocco Borromeo, ma il nuovo acquisto ha le polveri bagnate e segna solo due reti. Abbandona l'ACM a metà campionato e con lui se ne va il tecnico che lo sosteneva, l'ex attaccante Alfio Cavicchioli. 
L'undici mantovano viene affidato al veronese Bruno Biagini che dispone la squadra con raziocinio. Come centravavanti valorizza il rude Romano Giovannini, poi ha l'intuizione di farlo con Antonio Vismara, la cui classe cristallina ne permette lo spostamento da terzino a mediano e poi nel reparto offensivo. 
Al termine del torneo avrà realizzato 21 reti. La rimonta biancoceleste nel girone di ritorno ha del prodigioso, consegnando al Mantova un onorevole nono posto.

## Rosa
| N. |                   | Ruolo | Calciatore          |
| -- | ----------------- | ----- | ------------------- |
|    | Italia (bandiera) | A     | Giancarlo Albinelli |
|    | Italia (bandiera) | A     | Rocco Borromeo      |
|    | Italia (bandiera) | A     | Mario Brena         |
|    | Italia (bandiera) | P     | Giovanni Busani     |
|    | Italia (bandiera) | D     | Nello Caraffi       |
|    | Italia (bandiera) | C     | Nevio Corradini     |
|    | Italia (bandiera) | A     | Alberto De Negri    |
|    | Italia (bandiera) | A     | Gianni Dotti        |
|    | Italia (bandiera) | C     | Marco Galetti       |
|    | Italia (bandiera) | P     | Mario Ghirardi      |
|    | Italia (bandiera) | A     | Romano Giovannini   |

| N. |                   | Ruolo | Calciatore         |
| -- | ----------------- | ----- | ------------------ |
|    | Italia (bandiera) | A     | Pietro Gola        |
|    | Italia (bandiera) | D     | Spartaco Griffith  |
|    | Italia (bandiera) | A     | Giovanni Margonari |
|    | Italia (bandiera) | A     | Giuseppe Marmiroli |
|    | Italia (bandiera) | D     | Eraldo Pezzini     |
|    | Italia (bandiera) | A     | Gianni Piccinini   |
|    | Italia (bandiera) | C     | Mario Sguaitzer    |
|    | Italia (bandiera) | A     | Rolando Vicovaro   |
|    | Italia (bandiera) | D     | Luigi Visintainer  |
|    | Italia (bandiera) | C     | Antonio Vismara    |

## Serie C girone B

### Girone di andata
| Arbitro: | Perego (Milano) |

|              |           |                |
| Albinelli 7’ | Marcatori | 30’ Mazzuccato |

| Lugo di Romagna 18 settembre 1949 2ª giornata | Baracca Lugo          | 0 – 0 | Mantova | Stadio di via Viola\| Arbitro: \| Della Lunga (Firenze) \| |
| Arbitro:                                      | Della Lunga (Firenze) |       |         |                                                            |

| 25 settembre 1949 3ª giornata |  | – Turno di riposo |  |  |

| Arbitro: | Matucci (Seregno) |

|               |           |                             |
| Gola 10’, 18’ | Marcatori | 26’ (rig.) Orzan 81’ Buzzin |

| Rimini 9 ottobre 1949 5ª giornata | Rimini               | 0 – 0 | Mantova | Stadio Romeo Neri\| Arbitro: \| Costantini (Venezia) \| |
| Arbitro:                          | Costantini (Venezia) |       |         |                                                         |

| Arbitro: | Melgari (Bergamo) |

|               |           |               |
| Marmiroli 88’ | Marcatori | 25’ Matassoni |

| Palazzolo sull'Oglio 23 ottobre 1949 7ª giornata | Marzoli Palazzolo | 0 – 0 | Mantova | Stadio Comunale\| Arbitro: \| Conone (Asti) \| |
| Arbitro:                                         | Conone (Asti)     |       |         |                                                |

| Arbitro: | Donati (Milano) |

|                    |           |                         |
| Vismara 31’ (rig.) | Marcatori | 57’ Scudeler 81’ Parisi |

| Arbitro: | Puleo (Torino) |

|                 |           |  |
| Gola 48’ (rig.) | Marcatori |  |

| Arbitro: | Molon (Verona) |

|                  |           |               |
| Matteucci II 54’ | Marcatori | 44’ Marmiroli |

| Arbitro: | Coppa (Como) |

|                                       |           |               |
| Borromeo 1’ Vismara 43’ Margonari 73’ | Marcatori | 61’ Fontanesi |

| Arbitro: | Ferrari Aggradi (Firenze) |

|           |           |              |
| Cadei 84’ | Marcatori | 32’ Vicovaro |

| Arbitro: | Barani (Modena) |

|              |           |           |
| Borromeo 81’ | Marcatori | 42’ Gerin |

| Arbitro: | Cartei (Firenze) |

|                             |           |               |
| Persi 2’ Zian 22’, 38’, 68’ | Marcatori | 63’ Piccinini |

| Mantova 11 dicembre 1949 15ª giornata | Mantova          | 0 – 0 | Bolzano | Stadio Danilo Martelli\| Arbitro: \| Amoruso (Biella) \| |
| Arbitro:                              | Amoruso (Biella) |       |         |                                                          |

| Arbitro: | Griggi (Brescia) |

|            |           |  |
| Locchi 65’ | Marcatori |  |

| Mantova 25 dicembre 1949 17ª giornata | Mantova          | 0 – 0 | Parma | Stadio Danilo Martelli\| Arbitro: \| Pizzato (Mestre) \| |
| Arbitro:                              | Pizzato (Mestre) |       |       |                                                          |

| Arbitro: | Bedetti (Como) |

|             |           |  |
| Loranzi 53’ | Marcatori |  |

| Arbitro: | Conone (Asti) |

|                                          |           |             |
| Vismara 12’ Gola 71’ (rig.) De Negri 82’ | Marcatori | 67’ Rizzoni |

| Arbitro: | Martorana (Trieste) |

|                             |           |                         |
| Pavanello 12’ Montanari 25’ | Marcatori | 78’ Sguaitzer 80’ Brena |

| Arbitro: | Favero (Treviso) |

|              |           |                       |
| De Negri 51’ | Marcatori | 1’ Villa 86’ Davoglio |

### Girone di ritorno
| Arbitro: | Stampanato (Milano) |

|               |           |                           |
| Lazzarini 29’ | Marcatori | 12’ Piccinini 50’ Vismara |

| Arbitro: | Montagner (Venezia) |

|                                                       |           |  |
| Vismara 16’, 36’, 51’, 62’ De Negri 75’ Piccinini 77’ | Marcatori |  |

| 12 febbraio 1950 24ª giornata |  | – Turno di riposo |  |  |

| Arbitro: | Cantarelli (Parma) |

|  |           |                            |
|  | Marcatori | 25’ De Negri 40’ Piccinini |

| Arbitro: | Andreoni (Milano) |

|               |           |                     |
| Gola 47’, 66’ | Marcatori | 39’ (rig.) Brunetti |

| Arbitro: | Franzi (Vercelli) |

|  |           |                                         |
|  | Marcatori | 28’, 79’ Gola 54’ Vismara 72’ Piccinini |

| Arbitro: | Franzoi (Venezia) |

|                                         |           |                 |
| Marmiroli 46’ Vismara 69’ Piccinini 78’ | Marcatori | 60’ De Filippis |

| Arbitro: | De Marchi (Pordenone) |

|         |           |  |
| Resi 2’ | Marcatori |  |

| Ponte San Pietro 2 aprile 1950 30ª giornata | Vita Nova         | 0 – 0 | Mantova | Stadio Matteo Legler\| Arbitro: \| Franzi (Vercelli) \| |
| Arbitro:                                    | Franzi (Vercelli) |       |         |                                                         |

| Arbitro: | Stocco (Venezia) |

|  |           |             |
|  | Marcatori | 23’ Pratesi |

| Arbitro: | Guarda (Mestre) |

|                            |           |  |
| Calveri 13’ Villasanta 65’ | Marcatori |  |

| Arbitro: | Vilella (Trieste) |

|                               |           |  |
| De Negri 33’ Vismara 34’, 90’ | Marcatori |  |

| Arbitro: | Molon (Verona) |

|                                     |           |                           |
| Griffith 11’ (aut.) Maluta 24’, 66’ | Marcatori | 24’ Margonari 34’ Vismara |

| Arbitro: | Ferrazzi (Milano) |

|             |           |           |
| Vismara 60’ | Marcatori | 73’ Persi |

| Arbitro: | Greppi (Brescia) |

|              |           |            |
| Vucetich 38’ | Marcatori | 8’ Vismara |

| Arbitro: | Rosso (Casale Monferrato) |

|                                  |           |                  |
| Vismara 23’ Pezzini 42’ Gola 50’ | Marcatori | 49’, 65’ Bernard |

| Arbitro: | Perego (Milano) |

|             |           |  |
| Berruti 11’ | Marcatori |  |

| Arbitro: | Bernasconi (Firenze) |

|                                                         |           |                        |
| Bergamasco 14’ (aut.) Vismara 15’ Gola 17’ Vicovaro 49’ | Marcatori | 80’ (aut.) Visintainer |

| Arbitro: | Loda (Brescia) |

|                                                           |           |  |
| Margonari 6’ Brevigliero 21’ (aut.) Vismara 63’, 78’, 79’ | Marcatori |  |

| Arbitro: | Montagner (Venezia) |

|                                |           |                           |
| Alfier 20’ Calcaterra 70’, 75’ | Marcatori | 83’ Margonari 84’ Vismara |

| Arbitro: | Zoli (Pontedera) |

|           |           |                        |
| Villa 18’ | Marcatori | 47’ Gola 65’ Piccinini |